# Søren Enemark
Søren Enemark (født 2. april 1949 i København) er en dansk lærer, brandmand og politiker, der fra 1. april 2000 til 31. december 2009 var borgmester i Glostrup Kommune, valgt for Socialdemokratiet.

## Karriere
Enemark blev uddannet folkeskolelærer i 1975 fra N. Zahles Seminarium. Han arbejdede som lærer fra 1975 til 1990 på Nordvangskolen i Glostrup.
Han har desuden fra 1982 til 2001 været deltidsansat brandmand ved Vestegnens Brandvæsen. I 1983 var han medstifter af Landsklubben For Deltidsansatte Brandfolk, hvor han i en årrække var medlem af landsklubbens bestyrelse og i en periode tillige var redaktør på medlemsbladet Landsklubben. I 2007 modtog han Hæderstegn for god tjeneste i brandvæsnet.
Han var fra 1990 til 2000 forud for valget til borgmester ansat som konsulent/chefkonsulent i Beredskabsforbundet. I 1999 blev han tildelt Beredskabsforbundets Hæderstegn.
Han har gennemført flere beredskabsfaglige og ledermæssige kurser i redningsberedskabet. I årene 1998 til 2000 gennemførte han flere videreuddannelsesforløb på Danmarks Forvaltningshøjskole. Han afsluttede uddannelsen med forvaltningshøjskolens diplomstudium i offentlig forvaltning.
Søren Enemark blev udpeget til borgmester i Glostrup Kommune den 1. april 2000, da hans forgænger Gunner Larsen trådte tilbage.
Ved kommunalvalget i 2005 fik han 2.368 personlige stemmer svarende til næsten halvdelen af partiets stemmer. I 2009 fik han 1.117 personlige stemmer. Samtidig gik SF stærkt frem, og socialdemokraterne og SF bevarede derfor flertallet på 10 af de 19 mandatater i kommunalbestyrelsen. Efterfølgende indgik Venstres borgmesterkandidat, John Engelhardt, imidlertid en aftale med SF'eren Charlotte Brangstrup om at pege på ham som borgmester og fik dermed et flertal bag sig. Derfor måtte Søren Enemark forlade borgmesterposten med udgangen af 2009.
I begyndelsen af 2010 blev Enemark politianmeldt for overtrædelse af persondataloven, fordi han uberettiget havde indhentet oplysninger om Charlotte Brangstrup i CPR. Han forlod i den forbindelse politik. I 2012 blev han idømt 30 dages fængsel for overtrædelsen. Ved kommunalvalget i 2017 gjorde han imidlertid comeback og blev valgt ind i kommunalbestyrelsen igen.
Fra 2002 har han været bestyrelsesformand for Vestegnens Brandvæsen I/S.
I december 2023 blev han ridder af Dannebrog.
Enemark er gift og har to børn og tre børnebørn.

## Kritik

### Solvej 2-sagen
Søren Enemark medvirkede i 2008 i DR-programmet Kontant, hvor der blev sat spørgsmålstegn ved, hvorfor kommunen ikke gav besked om en forurenet grund i forbindelse med kommunens salg af en ejendom på grunden. Retten har i 2010 ud fra en samlet skønsrapport anslået forureningen at være minimal og ligger under niveauet for kortlægning, men hvorfor forureningen aldrig blev oplyst er dog fortsat uklart.. Den afløsende borgmester, John Engelhardt, havde ved udgangen af 2010 stadig ikke kunnet afslutte denne forureningssag, hvilket han ellers i valgkampen i efteråret 2009 havde lovet han ville, hvis han blev borgmester. Først i slutningen af 2018 købte kommunen grunden tilbage, hvorefter det blev besluttet at rive huset ned og omdanne grunden til en parkeringsplads.

### Brangstrup-sagen
I marts 2010 blev Enemark politianmeldt af kommunalbestyrelsen for at have overtrådt persondataloven ved at indhente personlige oplysninger om politikeren Charlotte Brangstrup, som kort efter kommunalvalget i 2009 vendte SF ryggen og blev løsgænger, således at hun som tungen på vægtskålen kunne sikre John Engelhardt fra Venstre borgmesterposten. Søren Enemark erkendte dette, men nægtede at have videregivet oplysningerne. Med udgangen af marts 2010 udtrådte Enemark af kommunalbestyrelsen, og en konsekvens af dette var, at han heller ikke længere kunne sidde som bestyrelsesformand i Vestegnens Brandvæsen I/S. Dagen efter meddelte Enemark, at han agtede helt at forlade politik.
Den 21. juni 2012 blev Søren Enemark ved Retten i Glostrup idømt 30 dages fængsel for at have hentet fortrolige oplysninger om en politisk modstander. Han blev dømt for at have misbrugt sit embede til via administrationen at skaffe personfølsomme oplysninger om SF'eren Brangstrup, herunder hendes tidligere adresser, civilstatus m.v. efter kommunalvalget i 2009. Enemark ankede dommen på stedet til Østre Landsret.
Dommen blev stadfæstet af Østre Landsret den 17. september 2012.